# Hesperantha cucullata
Hesperantha cucullata är en irisväxtart som beskrevs av Friedrich Wilhelm Klatt. Hesperantha cucullata ingår i släktet Hesperantha och familjen irisväxter. Inga underarter finns listade i Catalogue of Life.